# Stanisław Woliński

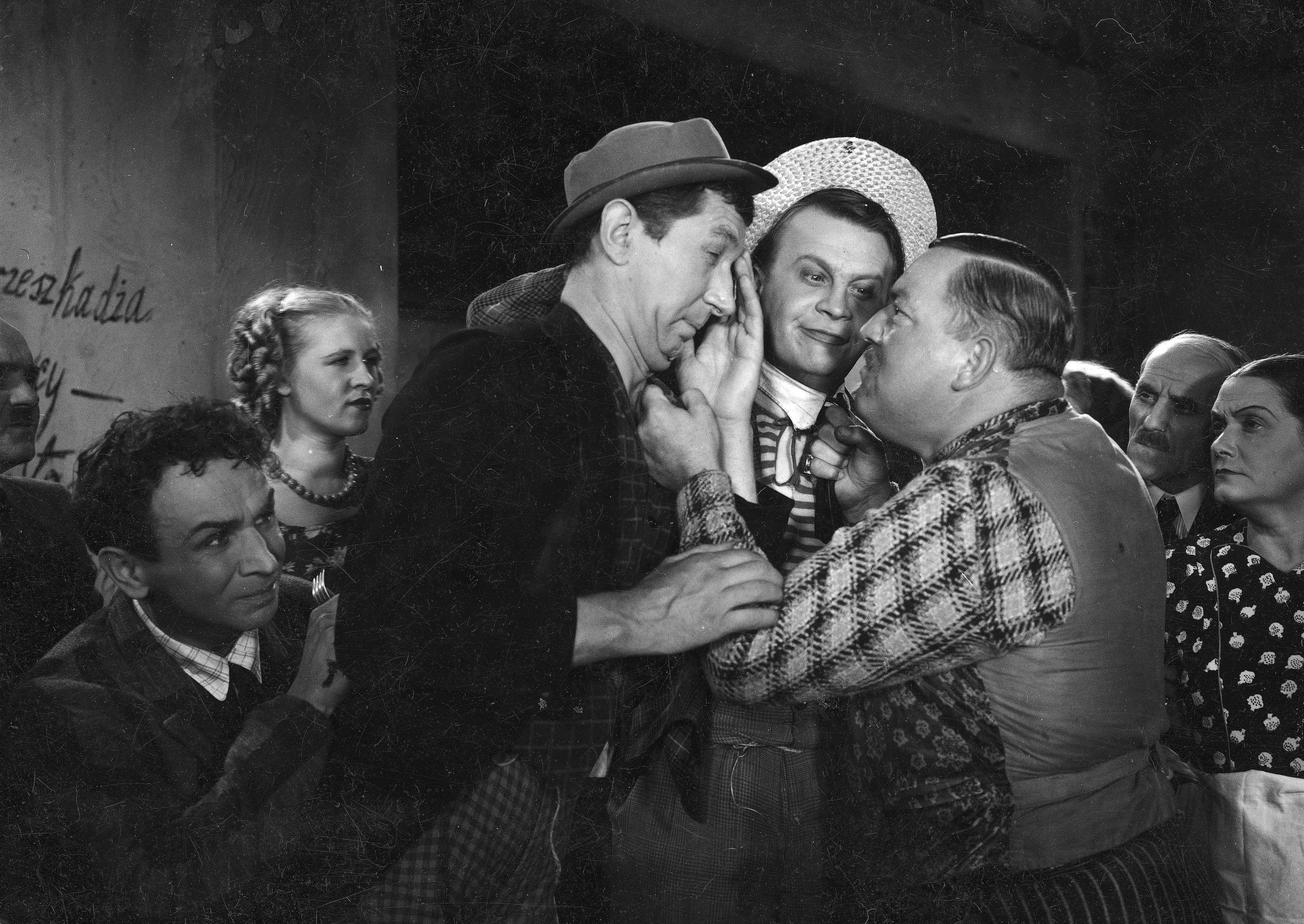
Scena z filmu Trójka hultajska, Stanisław Woliński w środku (1937)

Stanisław Woliński (ur. 7 lipca 1892 w Sosnowcu, zm. 6 kwietnia 1968 w Warszawie) – polski aktor i śpiewak.

## Życiorys
Na scenie debiutował w 1910 roku, natomiast w filmie w 1924 roku. Po wojnie związany z łódzkim, a następnie warszawskim Teatrem Syreną. Został pochowany wraz z żoną Marianną Heleną na Starych Powązkach.

## Filmografia
1959
- Cafe pod Minogą

1958
- Pan Anatol szuka miliona jako dyrektor banku

1957
- Kapelusz pana Anatola jako urzędnik ZUS-u, kolega Anatola

1956
- Szkice węglem jako Burak, wójt Baraniej Głowy

1955
- Zaczarowany rower
- Irena do domu! jako Olech

1954
- Uczta Baltazara jako bosman
- Niedaleko Warszawy

1953
- Sprawa do załatwienia jako oczekujący na taksówkę
- Przygoda na Mariensztacie jako warszawiak
- Piątka z ulicy Barskiej jako Fronczak

1949
- Czarci żleb jako Kirus

1940
- Sportowiec mimo woli jako Jan, kamerdyner Madeckiego

1939
- Włóczęgi jako strażnik więzienny
- Kłamstwo Krystyny jako portier Józef
- Bogurodzica

1938
- Sygnały jako marynarz

1937
- Znachor
- Trójka hultajska jako czeladnik szewski Szydełko
- Piętro wyżej jako Protazy, służący Hipolita Pączka

1936
- Wierna rzeka
- Ada! To nie wypada! jako inspicjent Piguła

1924
- Miodowe miesiące z przeszkodami